# Weidenbohrer

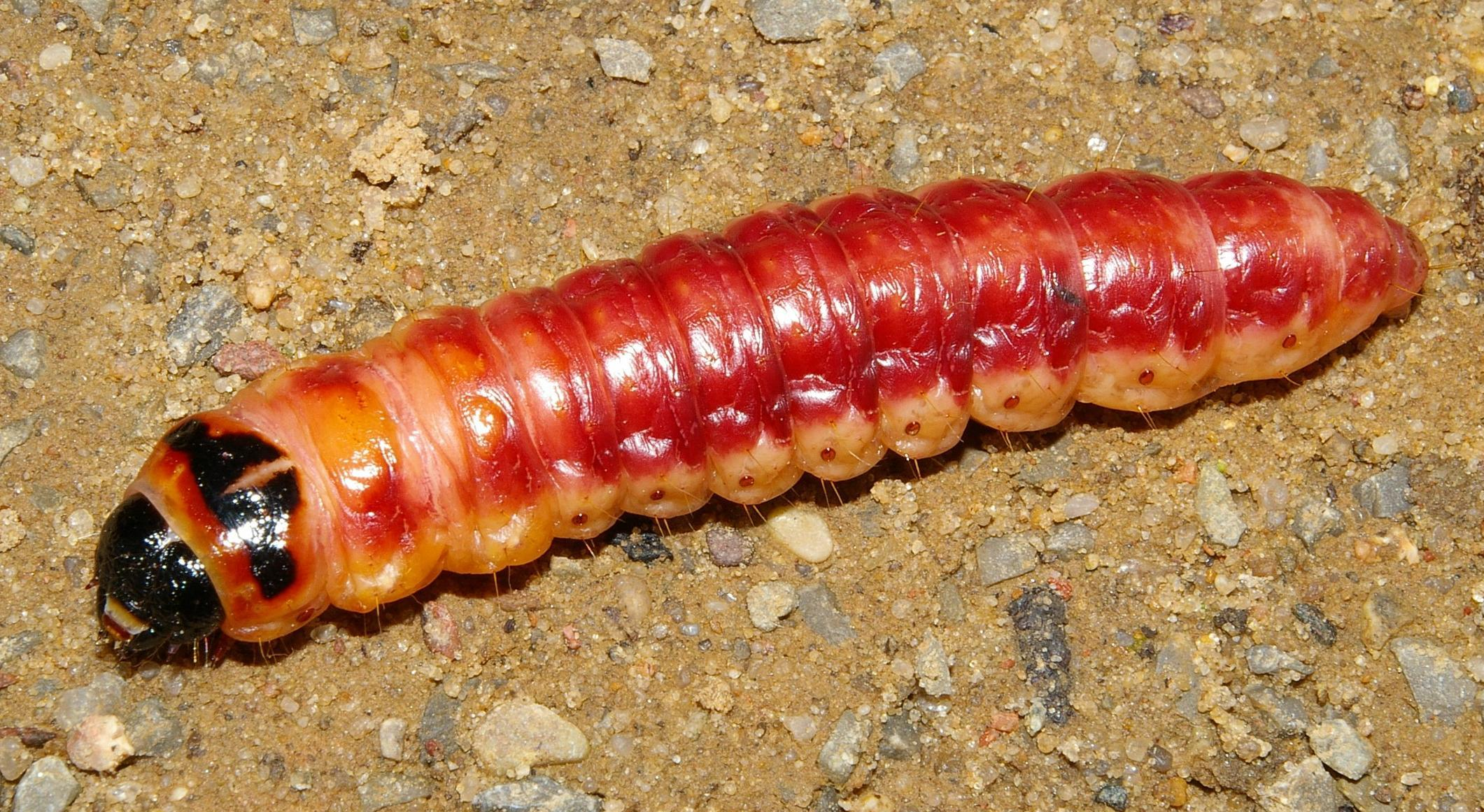
8 cm lange Raupe des Weidenbohrers

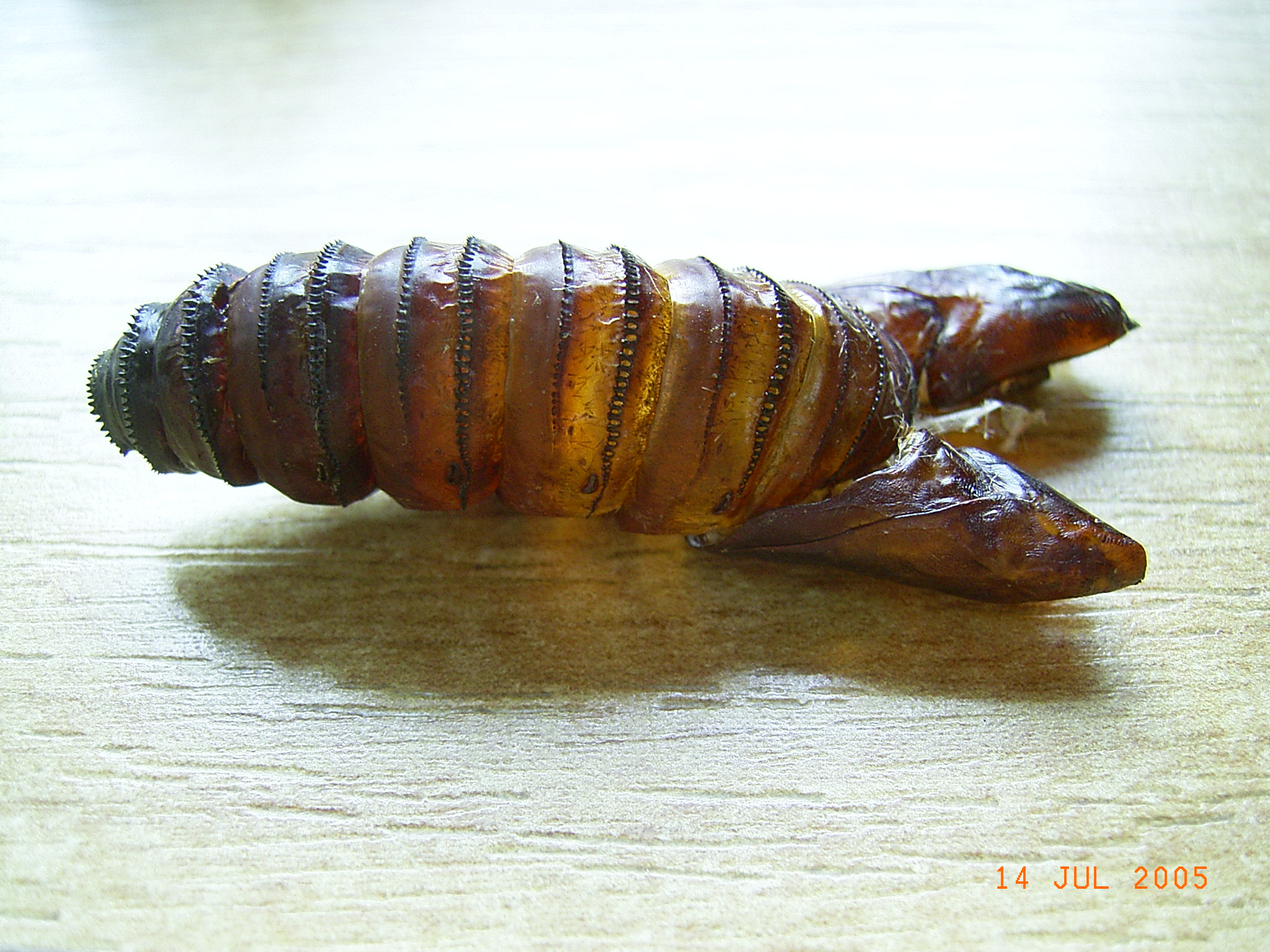
Puppenhülle des Weidenbohrers

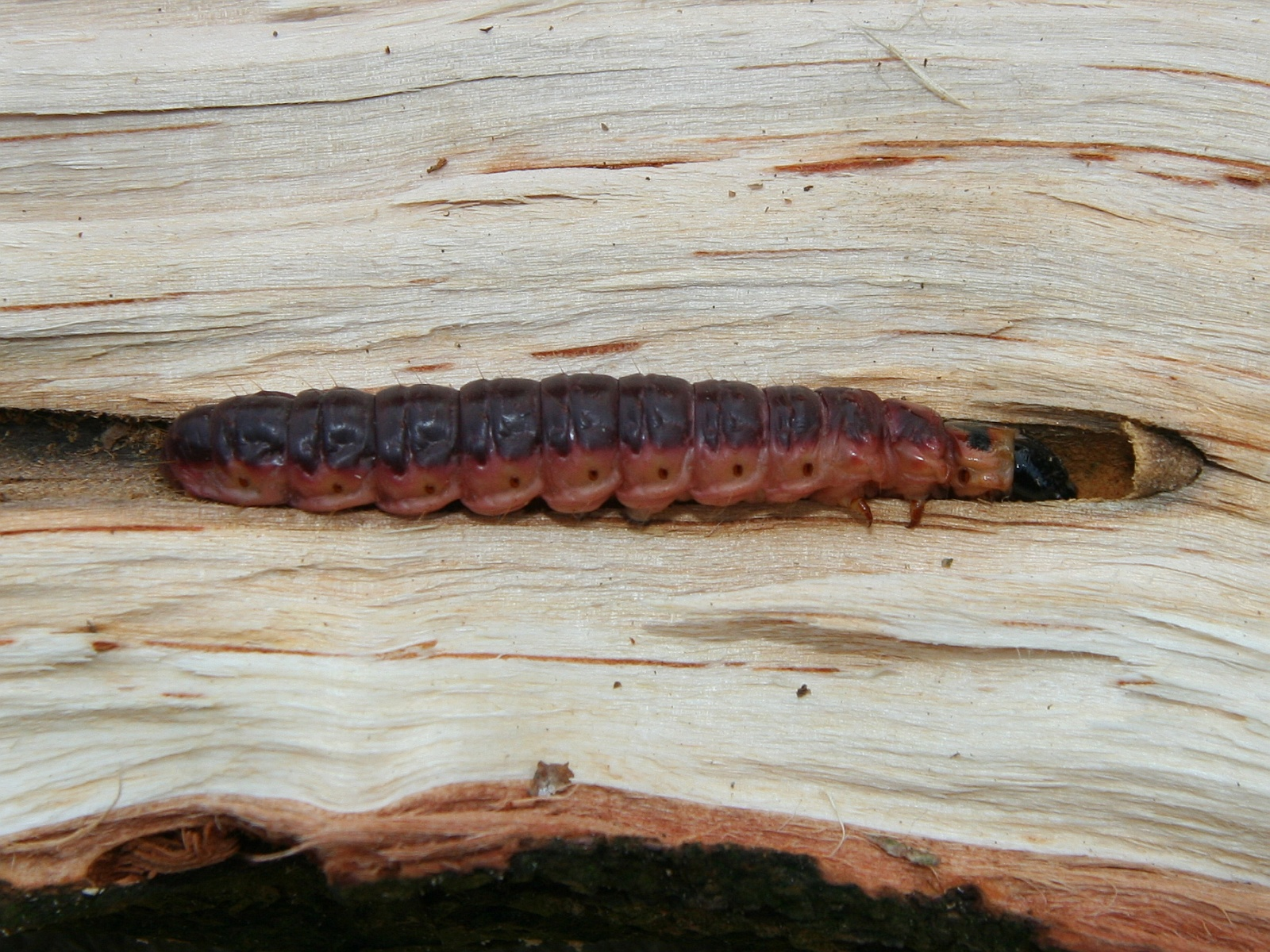
Raupe im Fraßgang

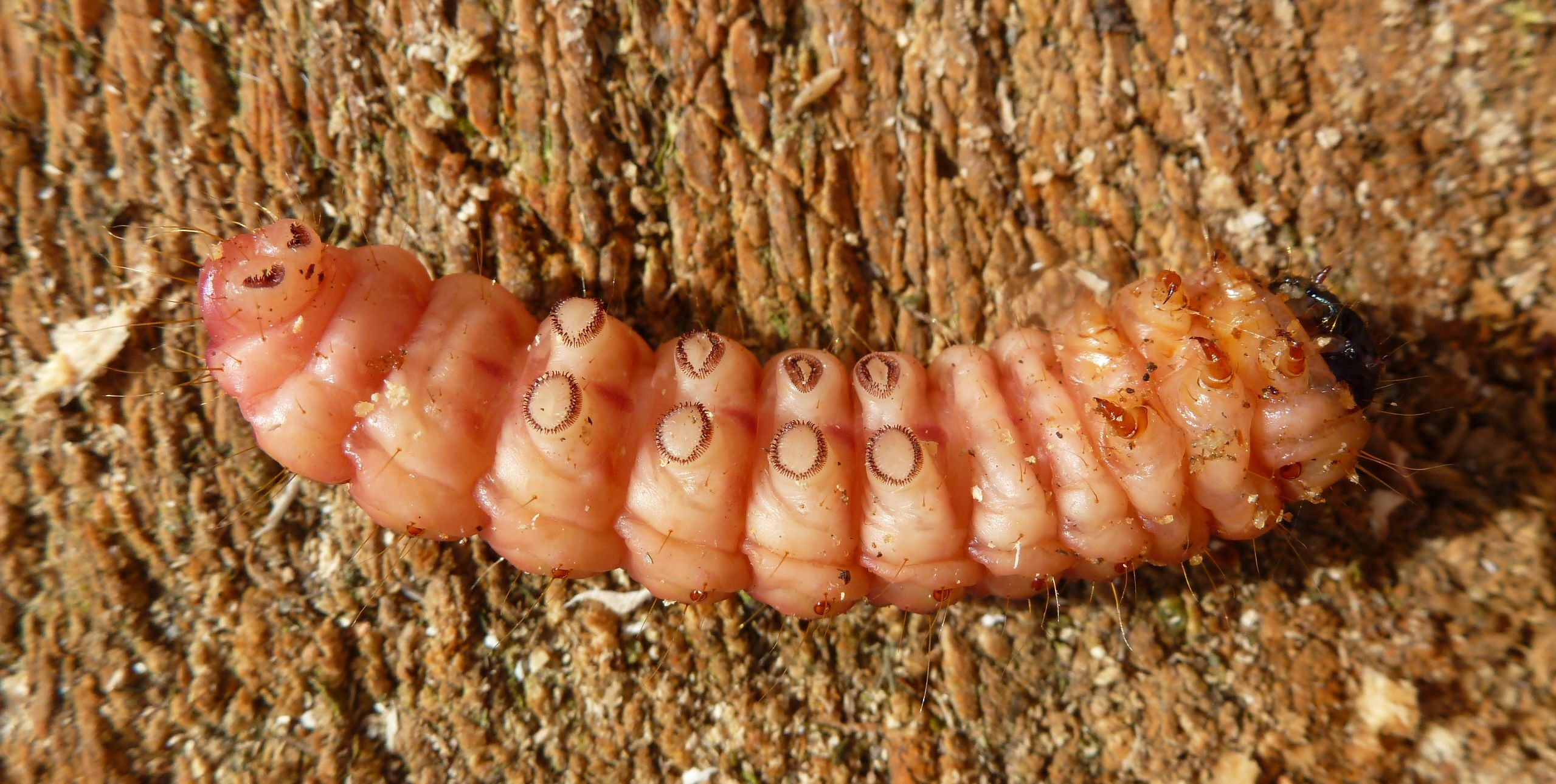
Unterseite der Raupe (Kopf rechts)

Der Weidenbohrer (Cossus cossus) ist ein Schmetterling (Nachtfalter) aus der Familie der Holzbohrer (Cossidae).

## Merkmale
Die Falter erreichen eine Flügelspannweite von 65 bis 80 Millimetern und haben einen plumpen Körperbau, wobei die Weibchen dicker und größer als die Männchen sind. Sie haben hellgraue Flügel mit dunkelgrauer Marmorierung und  Linien. Daneben sind Teile der Flügel bräunlich gefärbt. Die Färbung imitiert Baumrinde. Sie haben verkümmerte Saugrüssel, mit denen sie keine Nahrung aufnehmen können.
Die Raupen werden mit ca. 100 Millimetern ungewöhnlich groß und haben einen breit dunkelrot gefärbten Rücken und sonst gelblichen Körper. Ihr Kopf und ein Teil des Nackenschildes sind schwarz gefärbt. Sie haben vereinzelte, kurze weiße Haare und der Körper ist stark glänzend.

## Vorkommen
Man findet die Falter dort, wo alte Weiden stehen, also an fließenden Gewässern, auf Wiesen, in Parkanlagen oder selten auch in Mischwäldern. Das Verbreitungsgebiet erstreckt sich über Europa, den Norden Afrikas und die gemäßigten Zonen Asiens. In den Alpen kommen sie bis zu einer Höhe von 1500 m vor. Sie sind weit verbreitet und häufig.

## Lebensweise

### Flug- und Raupenzeiten
Die nachtaktiven Falter fliegen von Ende Mai bis Anfang August, die Raupe überwintert zwei- bis viermal.

### Nahrung der Raupen
Die Raupen ernähren sich von verschiedenen Laubgehölzen, haben aber eine Vorliebe für Salweide (Salix caprea) und andere Weiden, Hänge-Birke (Betula pendula), Schwarzerle (Alnus glutinosa), Birne (Pyrus communis) und Apfel (Malus domestica).

## Entwicklung
Nach der Paarung legen die Weibchen ihre Eier einzeln oder in kleinen Gruppen in Rindenspalten ab. In der Regel werden geschwächte oder schon abgestorbene Bäume bevorzugt. Nach dem Schlüpfen fressen und leben die Raupen in der Rinde der Bäume, bis sie sich mehrmals gehäutet haben. Später dringen sie dann tiefer ins Holz vor, das sie von oben nach unten mit ihren Gängen durchziehen. Diese haben einen ovalen Querschnitt und werden bis zu zwei Zentimeter breit. Durch den Fraß kann es vorkommen, dass die Bäume absterben, dies geschieht besonders bei stärkerem Befall. Ältere Raupen riechen stark nach Essig, dieser Geruch ist auch im Umfeld befallener Pflanzen wahrnehmbar. Nach zwei bis vier Jahren ist die Entwicklung der Raupen abgeschlossen. Es sind mehrere Formen der Verpuppung möglich. Entweder die Raupe verlässt ihren Baum im Herbst, gräbt sich in der Erde ein und verpuppt sich nach der Überwinterung, oder sie überwintert im Baum und gräbt sich nach der Überwinterung in der Erde ein. Es kommt auch vor, dass sie sich am Ende ihres Fraßgangs im Holz in einem ca. sechs Zentimeter großen, aus Gespinstfäden und Nagespänen hergestellten Kokon verpuppt.